# Fabien Lemoine
Fabien Lemoine (Fougères, 16 maart 1987) is een Franse voetballer (middenvelder) die sinds 2011 voor de Franse eersteklasser AS Saint-Étienne uitkomt.

## Carrière
- FC Stéphanais (jeugd)
- AGL Fougères (jeugd)
- 2000-2007: Stade Rennais (jeugd)
- 2007-2011: Stade Rennais
- 2011-heden: AS Saint-Étienne

## Erelijst
AS Saint-Étienne
- Coupe de la Ligue

2012/13